# Руска Воља на Попраду
Руска Воља на Попраду (слч. Ruská Voľa nad Popradom) насељено је мјесто са административним статусом сеоске општине (слч. obec) у округу Стара Љубовња, у Прешовском крају, Словачка Република.

## Становништво
| Година:    | 1994. | 2004.    | 2014.   | 2024.    |
| ---------- | ----- | -------- | ------- | -------- |
| Број људи: | 128   | 108      | 102     | 85       |
| Разлика:   |       | -15,62 % | -5,55 % | -16,66 % |

| Година:    | 2023. | 2024.   |
| ---------- | ----- | ------- |
| Број људи: | 80    | 85      |
| Разлика:   |       | +6,25 % |

Према подацима о броју становника из 2024. године насеље је имало 85 становника.